# Hemidactylus platyurus
Hemidactylus platyurus är en ödleart som beskrevs av  Schneider 1792. Hemidactylus platyurus ingår i släktet Hemidactylus och familjen geckoödlor. Inga underarter finns listade i Catalogue of Life.